# Бичок-цуцик морський
Бичок-цуцик морський (Proterorhinus marmoratus) — солонуватоводний вид риб родини бичкових (Gobiidae).
Протягом певного періоду цей вид риби відзначався як єдиний представник роду Proterorhinus. Але був переописаний як кілька кріптичних видів на підставі молекулярного аналізу. Наразі P. marmoratus відзначається тільки для морських і солонуватих вод чорноморського басейну. Всі випадки реєстрації P. marmoratus в прісних водах насправді є прісноводним бичком-цуциком P. semilunaris.

## Характеристика
Тіло і голова стислі з боків, луска досить велика, циклоїдна. Лусок на бічній лінії 40-45 + 2-3. Черевний присосок без явних лопастинок. Ширина голови зазвичай менше її висоти. Тім'я, потилиця, верхній край зябрових кришок, основи грудних плавців, черево і задня частина горла покриті циклоїдної лускою. Колір тіла бурий або жовтувато-сірий з 4-5 темними смугами на спині, що переходять нижче середини тіла в плями. Плавці зазвичай смугасті. Довжина до 12 см. Від близького до нього виду, прісноводного бичка цуцика Proterorhinus semilunaris, відрізняється довжиною голови, яка становить 24-29 % від стандартної довжини. Відлеглість між очима становить 10-15 % довжини голови.

## Ареал
Широко поширений у розпріснених частинах Чорного і Азовського морів, біля берегів Болгарії, Грузії, Румунії і України.